# Cuscús roig-i-negre
El cuscús roig-i-negre (Spilocuscus rufoniger) és una espècie de marsupial de la família dels falangèrids. Viu a Sulawesi i illes properes d'Indonèsia. El seu hàbitat natural són els boscos secs subtropicals o tropicals. Està amenaçat per la pèrdua d'hàbitat.